# 陸壽昌
陸壽昌（?—?），號鳧岡，江蘇陽湖縣人。清朝畫家。

## 生平
乾隆三十九年（1774年）舉人，任東流縣訓導。乾隆五十八年（1793年）中進士。工山水畫。

## 家族
子陸鏞，字麗生，亦精繪畫，尤精花鳥。